# Federico Laens
Federico Laens, vollständiger Name Federico Horacio Laens Martino, (* 14. Januar 1988 in Montevideo) ist ein ehemaliger uruguayischer Fußballspieler.

## Karriere

### Verein
Federico Laens entstammt der Nachwuchsmannschaft (Formativas) von Nacional Montevideo, der er mindestens 2006 angehörte. Er stand zu Beginn seiner Karriere in der Clausura 2008 in Reihen von Defensor Sporting. In jener Halbserie schoss er beim 3:3 gegen Central Español am 17. Mai 2008 das Tor zur zwischenzeitlichen 2:1-Führung. Dies soll auch zugleich sein einziges Erstligaspiel für den Klub gewesen sein. In der Saison 2008/09 spielte er für die Montevideo Wanderers und erzielte bei zehn Einsätzen ein Tor in der Primera División. 2009 folgte eine Station in Italien bei Delfino Pescara 1936, bei der elf Einsätze mit zwei Toren für ihn verzeichnet sind. 2010 stand er dreimal für ASG Nocerina auf dem Platz. Seine beiden nächsten Arbeitgeber waren 2010/11 das Reserveteam des Club Atlético Peñarol und 2011/12 der Schweizer Klub GC Biaschesi. In der Spielzeit 2011/12 traf er zudem viermal bei 13 Erstligaeinsätzen für Bella Vista. Für die Montevideaner lief er auch in der Folgesaison 2012/13 30-mal in der Primera División auf und schoss zehn Tore. Ende Juli 2013 verließ er den Klub Richtung Südkorea, wo er sich für ein halbes Jahr dem Seongnam Ilhwa Chunma anschloss. Anfang Januar 2014 kehrte er nach Uruguay zurück und war in der Clausura 2014 für den Erstligisten El Tanque Sisley in zehn Erstligaspielen (kein Tor) aktiv. Im September 2014 trat er ein Engagement beim Erstligisten Club Atlético Rentistas an. In der Spielzeit 2014/15 wurde er dort 22-mal (fünf Tore) in der höchsten uruguayischen Spielklasse eingesetzt. Mitte August 2015 wechselte er zum FC Cartagena. Für den spanischen Klub absolvierte er bis Saisonende 25 Spiele in der Segunda B und schoss drei Tore. Ab Mitte Juli 2016 stand er in Reihen des kolumbianischen Klubs La Equidad, für den er 13 Mal (ein Tor) in der Liga und zwei Mal (kein Tor) in der Copa Colombia auflief.

### Nationalmannschaft
Laens gehörte mindestens seit November 2006 der uruguayischen U-20-Auswahl an. Er nahm mit der U-20 an der U-20-Südamerikameisterschaft 2007 in Paraguay teil.